# Zwrotnica antenowa
Zwrotnica antenowa – urządzenie doprowadzające sygnały pochodzące z kilku anten do jednego przewodu antenowego. 
Zwrotnice antenowe zbudowane są z elementów pojemnościowych i indukcyjnych łączonych szeregowo, równolegle lub w układach mieszanych. Ich zadaniem jest przepuszczanie lub wytłumianie sygnału o odpowiedniej częstotliwości. W technice antenowej stosowane są następujące zwrotnice: dolnoprzepustowe, górnoprzepustowe, środkowoprzepustowe i mieszane.
Zwrotnice wyposażone są w systemy tłumiące sygnały niepożądane, a poszczególne wejścia przeznaczone są do odbioru sygnałów w ograniczonym zakresie częstotliwości. Mogą pracować bez zasilania zewnętrznego. Najczęściej posiadają 2–5 wejść i jedno wyjście (75 Ω).
Przykładowe częstotliwości wejść zwrotnicy czterowejściowej:
1. kanał TV 1-5 (40-108 MHz);
2. kanał TV 6-12 (160-230 MHz);
3. kanał TV 21-69 (470-860 MHz);
4. wejście radiowe UKF FM.